# Insula Manitoulin

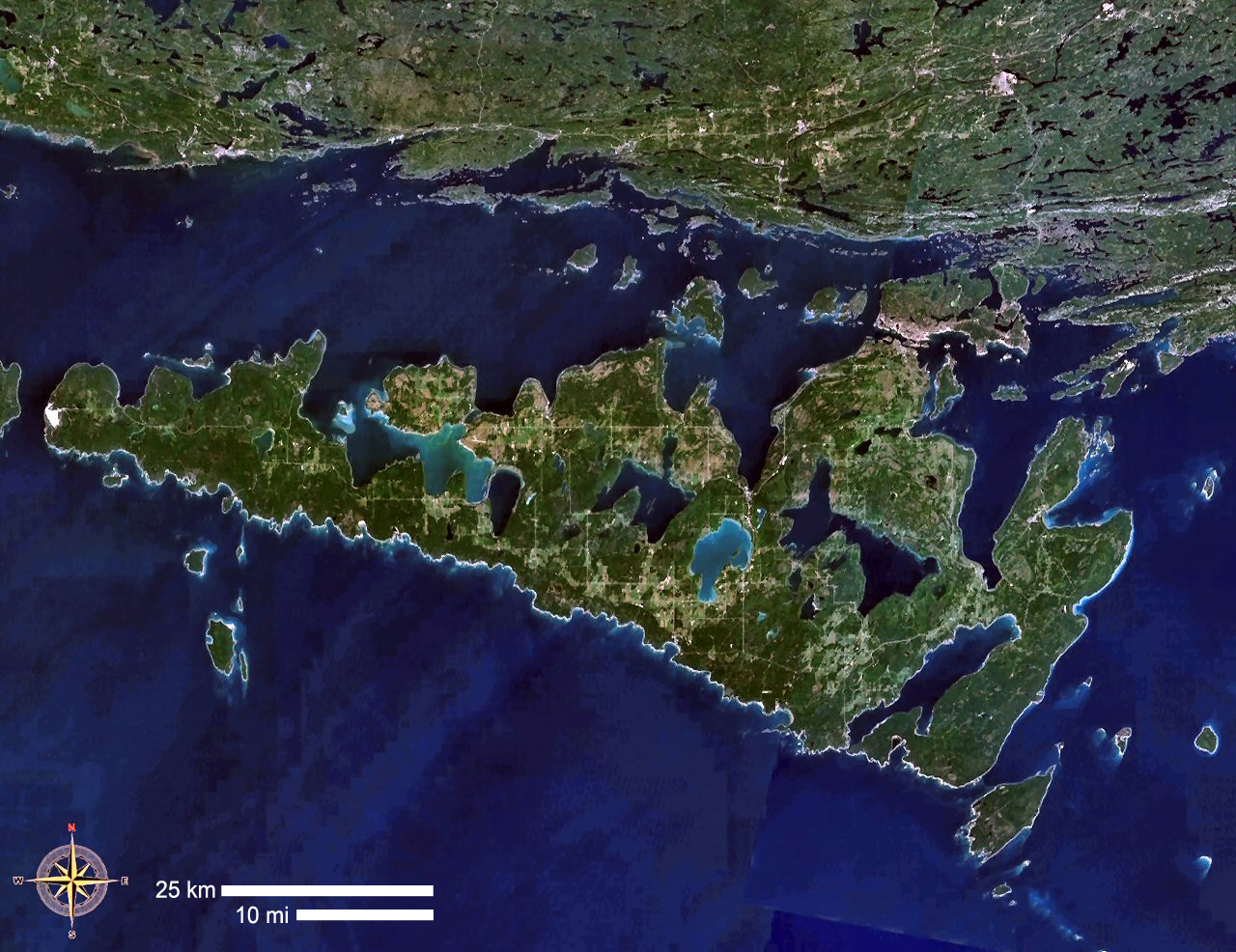
Fotografie din satelit a insulei Manitoulin

Insula Manitoulin  (în engleză Manitoulin Island) este  o insulă în Lacul Huron și aparține provinciei canadiene Ontario. 

## Date generale
Cu 2.766 km², este mai mare decât Luxemburg, și în plus este cea mai mare insulă din lume într-un lac de apă dulce.
Pe insulă există 80 lacuri, unele dintre ele conținând insule mici. Așezarea Manitowaning, fondată în 1837, a fost prima localitate europeană pe insulă.

## Demografia
În anul 2001 avea 10.603 locuitori, densitatea populației fiind de 4 locuitori/km².